# قله گرانیت (مونتانا)
قله گرانیت (انگلیسی: Granite Peak) در ارتفاع ۱۲٬۸۰۷ فوت (۳٬۹۰۴ متر) از سطح دریا، مرتفع‌ترین نقطه طبیعی در ایالت مونتانای ایالات متحده و دهمین نقطه مرتفع در ایالت‌های این کشور است. این کوه در طبیعت وحش ابسروکا-برتوث در شهرستان پارک، بسیار نزدیک به مرزهای شهرستان استیلواتر و شهرستان کربن واقع شده‌است. قله گرانیت در فاصله ۱۰ مایل (۱۶ کیلومتر) شمال مرز وایومینگ و ۴۵ مایل (۷۲ کیلومتر) جنوب غربی کلمبوس قرار دارد.
قله گرانیت اغلب به دلیل صعود فنی، آب و هوای نامناسب و مسیریابی، دومین نقطه مرتفع ایالتی از نظر صعود سخت پس از دنالی در آلاسکا در نظر گرفته می‌شود. پس از چندین تلاش ناموفق توسط دیگران، اولین صعود به قله گرانیت توسط الرز کخ، جیمز سی ویتم و آر.تی. فرگوسن در ۲۹ اوت ۱۹۲۳ انجام شد. این قله آخرین نقطه از ارتفاعات ایالتی بود که صعود شد. امروزه، کوهنوردان معمولاً دو یا سه روز را صرف صعود به قله می‌کنند و در کوه فرز تو دث «کوه یخ‌زده تا مرگ» توقف می‌کنند، اگرچه برخی از کوهنوردان صعود به قله را در یک روز انتخاب می‌کنند. مسیر دیگری که در سال‌های اخیر محبوبیت پیدا کرده‌است، مسیر گذرگاه جنوب غربی است، یک مسیر غیر فنی از جنوب که از نزدیکی شهر کوک سیتی شروع می‌شود؛ و معمولاً دو روز طول می‌کشد تا کوهنوردان آن را کامل کنند.